# Filo spinato

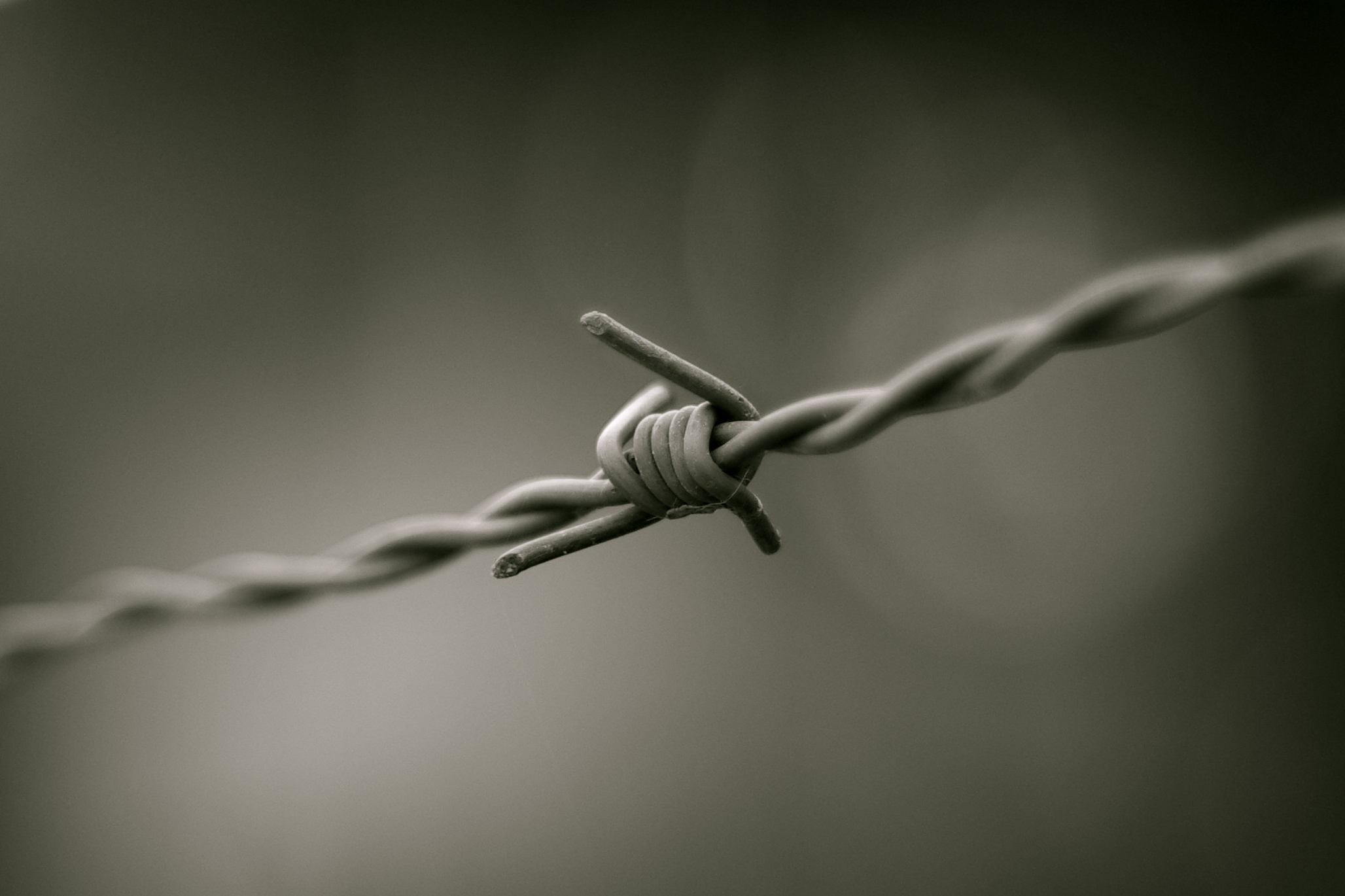
Dettaglio di un filo spinato metallico

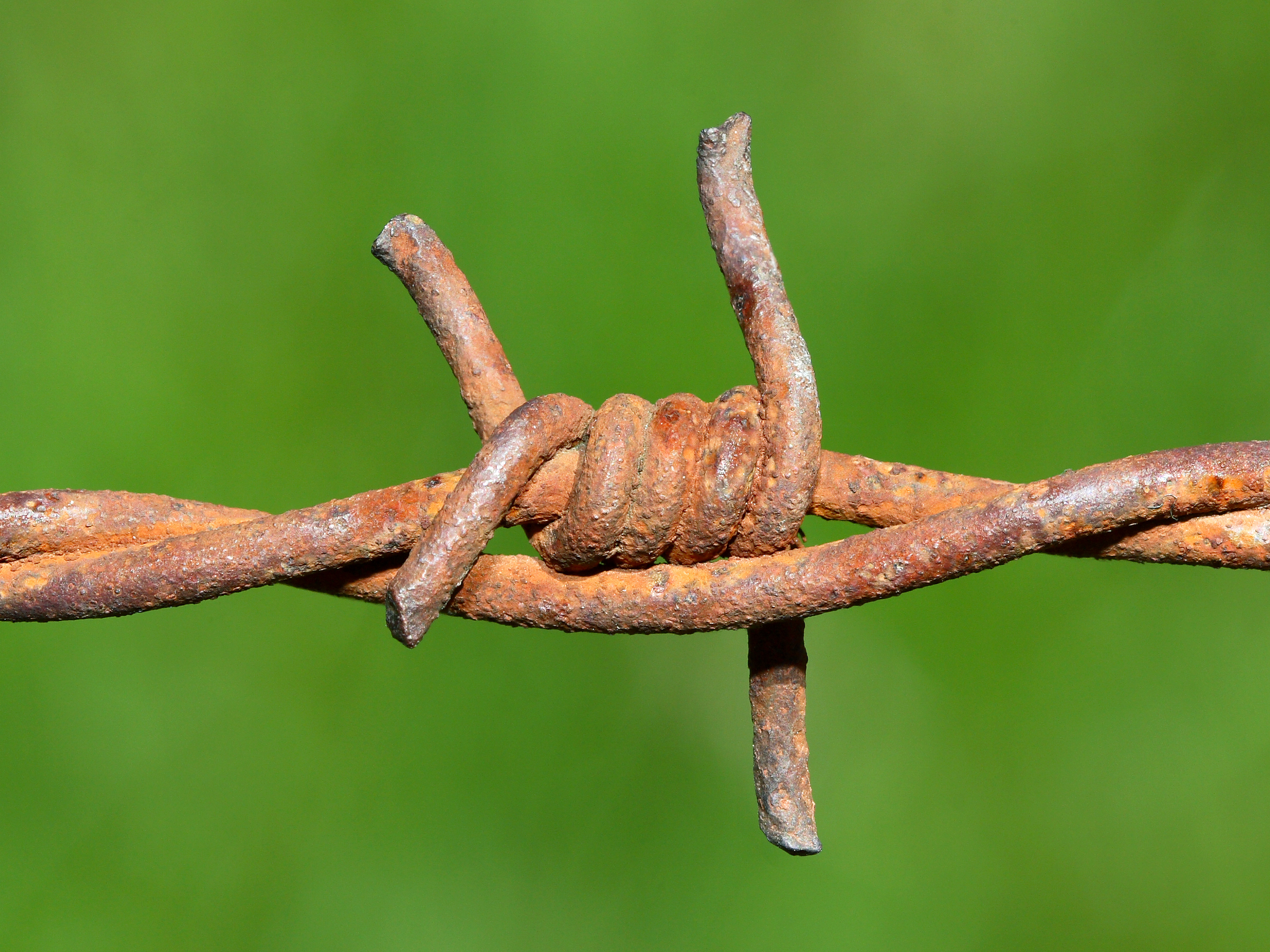
Filo spinato arrugginito dopo lunga esposizione alle intemperie

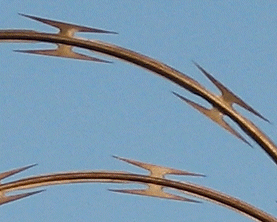
Filo spinato del tipo a lamina, o americano

Il filo spinato è un filo, in genere metallico, munito di spine. L'invenzione del modo di produrre su larga scala il filo è attribuita allo statunitense Joseph Glidden, che nel 1874 depositò il brevetto di due fili di ferro e di una serie di spine.

## Storia
Il filo spinato ha assunto una importanza rilevante nella storia dell'umanità, sia con caratteristiche positive, sia negative. Ad esempio, durante la cosiddetta conquista del west la disponibilità di filo spinato in misura praticamente illimitata comportò la possibilità di recingere le proprietà private per regimentare le mandrie e contribuì al passaggio da una economia basata sull'allevamento a quella basata sulle coltivazioni agrarie. Nello stesso tempo la recinzione dei pascoli decretò la fine dell'economia di sussistenza dei nativi americani basata sulle migrazioni dei bisonti, nonché alla loro estinzione. In generale il risultato fu che anche nell'ovest degli Stati Uniti si poté occupare la terra, dando il via alla colonizzazione stanziale ed alle esportazioni di cereali.
Un utilizzo esteso del filo spinato è stato durante le guerre. La prima guerra in cui le forze armate si avvalsero di esso in modo massiccio fu la guerra di secessione americana. Anche la prima guerra mondiale, caratterizzata dalla cosiddetta guerra di trincea, fu uno dei conflitti bellici ove si fece grandissimo uso del filo spinato coi reticolati. 
Solo nell'ultimissima fase, i carri armati furono perfezionati e cominciò il declino della trincea e con essa dell'utilizzo militare del filo spinato che vide una diminuzione del suo utilizzo in battaglia. Tuttavia, un ultimo, ma molto rilevante utilizzo è avvenuto nel periodo della seconda guerra mondiale, dove il filo spinato fu usato dai nazisti per delimitare i lager destinati a ebrei, prigionieri politici, omosessuali, disabili e rom, durante la Shoah.

## Descrizione

### Tipi
Esistono diversi tipi di filo spinato. Il tipo originario, e anche il più comune, è costituito da due fili di ferro leggermente ritorti, attorno ad uno dei quali sono avvolte le spine, realizzate con pezzi di filo di ferro a tranciatura diagonale affinché le punte siano più acuminate, mentre il secondo filo ha la funzione di mantenere al loro posto le spine.

### Utilizzo in ambito civile
Il normale filo spinato è perfetto per il contenimento del bestiame, ma per un uomo è abbastanza facile superarlo, allontanando i vari fili del recinto e passandovi in mezzo. Per creare recinzioni più difficilmente valicabili dagli uomini, per esempio per usi militari o nelle recinzioni carcerarie, è stato inventato il tipo detto razor wire (o nastro spinato), assai più pericoloso. Nel razor (rasoio in inglese) il filo è unico, e le spine sono realizzate accoppiando al filo stesso, mediante punti di saldatura, una striscia di lamiera stampata recante spine acuminate e taglienti, formando così una sorta di lama.